# Juan Carlos Rosero
Juan Carlos Rosero García (* 28. November 1962 in Tumbaco, Provinz Pichincha; † 23. Januar 2013 in Tulcán) war ein ecuadorianischer Radrennfahrer.

## Sportliche Laufbahn
1986, 1989 und 1992 siegte er in der Vuelta al Ecuador, 1986 und 1987 in der Vuelta a Mendoza, 1992 im Etappenrennen Vuelta a Boyacá. 1992 wurde er Zweiter der Panamerikanischen Meisterschaften im Straßenrennen hinter seinem Landsmann Héctor Chiles. 1993 siegte er auf einem Tagesabschnitt der Vuelta a Columbia.
Er war Teilnehmer der Olympischen Sommerspiele 1992 in Barcelona. Im olympischen Straßenrennen wurde als er 43. klassiert. 1987 wurde er Berufsfahrer. Rosero war der erste ecuadorianische Radrennfahrer, der in Europa, hauptsächlich in Spanien, Rennen fuhr.

## Berufliches
Rosero wurde nach seiner Laufbahn Radsporttrainer und trainierte unter anderem Richard Carapaz.